# 装甲騎兵ボトムズ 幻影篇
『装甲騎兵ボトムズ 幻影篇』（そうこうきへいボトムズ げんえいへん）は、テレビアニメ『装甲騎兵ボトムズ』シリーズのOVA。全6話。

## 概要
監督の高橋良輔を始めテレビシリーズのオリジナルスタッフが参加。テレビシリーズより約30年後、『赫奕たる異端』および『孤影再び』以降を舞台に描かれるOVA。本作がボトムズシリーズの完結編であるとする情報が一部で掲載されているが、公式サイトにはそうした記載はない。後に発売された『孤影再び』付属のライナーノートでは今後も続けていきたい旨を高橋が語っており、実際に2020年より連載小説『装甲騎兵ボトムズ チャイルド 神の子篇』が発表されている。
バニラとココナがキリコの影を追いつつ過去の場所を巡る内容で、テレビシリーズの後日談の色合いが強い。『ペールゼン・ファイルズ』に引き続き、メカニックは3DCGで描かれている。
2010年2月23日発売の『装甲騎兵ボトムズDVD-BOX』全3巻との連動でDVD-BOXに『幻影篇』DVDを2巻ずつ収納することが可能となっている。

## 物語
グルフェーでの事件後、キリコは仲間に別れを告げることなく立ち去った。バートラー夫妻は結婚25周年の銀婚式旅行にキリコとの思い出の地を巡ることになった。もしかしたらキリコに会えるかも知れないと淡い期待を抱きつつ、ウド、クメン、サンサと巡る彼らの旅の行方は……。

## 登場人物
バニラ・バートラー
声 - 千葉繁
元ウドの闇商人で約30年前にキリコに出会った仲間。25年前にココナと結婚している。
ココナ・バートラー
声 - 川浪葉子
元戦災孤児で約30年前にキリコに出会った仲間。バニラと結婚し6人の子持ちとなっている。ゴウト曰く性格は昔のまま。今でもキリコのことをよく思い出している。
ブールーズ・ゴウト
声 - 富田耕生
かつてウドでバトリング興行師をしていた。現在もバートラー家と家族ぐるみの交友がある。バニラ夫婦のためにいろいろサプライズを用意していた。
ル・シャッコ
声 - 政宗一成
クエント人の傭兵で、かつてクメンでの内乱やクエントではキリコと行動を共にしたこともある。クエント人は長寿命であるため、30年前と外見の変化はほとんど見られない。バニラらと同じくキリコの行方を捜しているが、その理由は本人にも分かっていない。ウドでバニラ達と再会して以降旅に同行する。
ポル・ポタリア
声 - 速水奨
32年前のクメン内乱でのキリコ達の戦友の1人。内乱の首謀者で、かつての主君で親友であったヒロラム・カンジェルマン第3王子を討ち取った。その際カンジェルマンの真意を知り、その死を無駄にしないためにその後も政情不安定が続くクメンで近代化推進のために働き、遂には大統領にまで登りつめる。しかし、急激な近代化政策が逆に民衆の反発を生み出し、その結果カンナム将軍のクーデターによって失脚する。その逃亡の途上、32年ぶりに開店したファンタム・クラブに立ち寄り、傭兵時代の頃を思い出して闘争心を湧かせるが、ストライクドッグに襲撃され死亡する。
ルミナル
声 - 真殿光昭
ポタリアの側近。
カンナム将軍
声 - 楠大典
ポタリアと対立するクメン共和国軍部の将軍であり、反乱軍首謀者。
ゾフィー・ファダス
声 - 山口奈々
惑星サンサのジャンク屋。かつてレッドショルダーに家族を殺された恨みから、キリコの命を執拗に狙ったこともあり、未だにAT乗りは嫌っている。30年間の砂嵐が吹き荒れるサンサでの生活で視力を失いつつあり、居候の青年がキリコであることに気付かなかった。ネクスタントの口上から、青年がキリコであることに気付いたが、30年の歳月と自分への償いを知ったことで憎しみも洗い流したようである。
ゴビー
声 - 永井一郎
サンサ在住の商人。ゾフィーの集めたジャンクパーツの売却を請け負っている。視力を失いつつある彼女を気遣っているが、キリコを狙うネクスタントの襲撃で死亡する。
テダヤ
声 - 矢田稔
シャッコが属する部族（惑星クエントからヌルゲラントに移転したクエント人の部族）の長老。かつて「神殺し」を行った異能者キリコに「神の子」の護衛を依頼する。
ゼノ
声 - 仲木隆司
元からのヌルゲラント土着のクエント人部族の長。「神の子」を異常に敵視しており、神殿に到着前に抹殺しようとする。
祭司
声 - 五王四郎
ヌルゲラントの神殿を司る。「神の子」とおぼしき子供が生まれた際に試練を与えるが、それはATで踏み潰すというものであり、神の子でなかったらその場で死に、助かって神の子と判明したら殺すか地下に突き落とすという、非人道的なものであった。しかし実際には地下に落すのはワイズマンの元に「神の子」を送り届ける行為に他ならず、ロッチナから自分の行動の意味を知らない者として嘲られる。
ジュノ
声 - 長沢美樹
ゴモルの塔の地下深くに暮らす、かつて「神の子」と認められ試練から逃亡し得た子供。古代クエント語を話す（クエント人同士なら理解できる）が、公用アストラーダ語は話せない。年齢・性別は不明で、ゴモルの塔地下にずっと住んでいたので、内部をある程度熟知しており、キリコとシャッコの案内役となる。
ヌルゲラントでの一件の後、ゾフィーとサンサに住むことになった。
ペプル・バートラー
声 - 鳥海勝美
ソルティオ・バートラー
声 - 陶山章央
シュガル・バートラー
声 - 小田敏充
ステビア・バートラー
声 - 桑島法子
キシレル・バートラー
声 - 野田順子
チクロ・バートラー
声 - 神代知衣
バニラとココナの子供達。
謎の刺客（第1話・第2話）
声 - 石井康嗣
バニラ達の旅につきまとい、彼らを餌にキリコを狙う謎の人物。AT乗りとしての能力は常人以上に優れている。
ネクスタント（第3話 - 第6話）
声 - 石井康嗣（3人のうちひとり）
キリコの抹殺を目論むマーティアル教団が、惑星サンサに差し向けた3人組のATパイロット。ワイズマンによってキリコたちともども、惑星ヌルゲラントに移送される。テイタニアと同じように胸に補助脳を持ち「秩序の盾」の称号を名乗っている。ヌルゲラントに転送後はワイズマンの手先に変えられた。
ヴィアチェスラフ・ダ・モンテウェルズ
声 - 阪脩
マーティアル教団の現法王。「アレギュウムの赫い霍乱（-あかいかくらん）」により、有り余る野心が消え失せ憔悴しきっていたが、権威回復の切り札を得るために「神の子」と呼ばれる赤子の後見人となるべく惑星ヌルゲラントに赴き、ワイズマンと接触する。しかし、ワイズマンは既に養育係をキリコに定めていたため拒絶され、これまでの努力と犠牲が無意味なものと化した絶望と怒りに我を忘れ、手にした銃を「神の子」へ向けて乱射するが、全てが跳弾となって自分の息の根を止める結果となってしまう。
キリコ・キュービィー
声 - 郷田ほづみ
かつてバニラやココナと共に旅をした元レッドショルダーのAT乗り。グルフェーでの事件後、生まれ故郷である惑星サンサのゾフィーの屑鉄屋に住み込んでほぼ無償奉仕のような生活をしていた。だが謎のATの襲撃を受け、ともに惑星ヌルゲラントへ移送される。そこでワイズマンと再会し、神の子の養育を託される。
フィアナ
エンディングで眠るイメージのみ登場。『赫奕たる異端』で死亡した後、コールドカプセルごと『孤影再び』では、メルキアの軌道上を横切った。
第5話で、ワイズマンがキリコに過去の記憶を見せる精神攻撃時に、「ヨラン・ペールゼンが、サンサの実験施設をレッドショルダー部隊で襲撃した時に、キリコと出会ったよう」に見せかけた。
ヨラン・ペールゼン
声 - 大塚周夫
第5話で、ワイズマンがキリコに過去の記憶を見せる精神攻撃時に登場。幼き日のキリコが居たサンサの実験施設を、自らが設立したレッドショルダー部隊で襲撃した。
ジャン・ポール・ロッチナ
声 - 銀河万丈
元バララント軍大佐で、かつてワイズマンに仕えキリコを追跡・監視した人物。現在はアレギウムでキリコの記録収集・編纂を行っている。「神の子」誕生の情報を受け、事の顛末を見届けるべく惑星ヌルゲラントを訪れる。
銀河万丈は次回予告のナレーションも担当。

## 登場AT
ATM-09-ST スコープドッグ
ギルガメスで最も多く生産されたミッド級AT、ドッグタイプの標準機。現在も現役。第4話「ヌルゲラント」以降キリコが使用する機体も無改造の標準機である。
ATM-09-SSC パープルベアー
ATM-09-STC ストロングバックス
ドッグタイプのバリエーション機。バトリングで使用されていた。
ATH-Q64 ベルゼルガ(WP)
ル・シャッコが乗るクエント人専用AT。第1話のバトリングで大破するが、第3話「サンサ」以降も同じWPタイプ（湿地帯仕様）を使用。TVシリーズには無い煙幕弾を撃つシーンがある。
ATM-09-RSC スコープドッグ“レッドショルダースペシャル”
ゴウトがかつてキリコが治安警察との戦いで使用したカスタムATを再現したレプリカ（バニラによる「間違ったレッドショルダーのカラーリング」まで再現している）。謎の刺客が強奪してバトリングに乱入した。
X・ATH-02 ストライクドッグ
かつて秘密結社が開発したPS（パーフェクトソルジャー）専用AT。謎の刺客が搭乗し、クメンでもバニラ一行に襲い掛かった。マーティアルがキリコを誘き寄せる目的で秘密結社の残したデータを基に製作・カスタマイズした機体と推測されるが詳細は不明。
ATH-14-ST スタンディングトータス
ATH-14-ST スタンディングトータス ポタリア機
代表的なヘビー級AT。クメン政府軍（ポタリア政権）の首都防衛ATとして登場。ポタリア機は金の装飾が施されている以外は一般機とほぼ同じ仕様。作中ではポタリアに代わってシャッコが搭乗。
ATH-06-WP ダイビングビートル
水陸両用ATの傑作機。クーデター軍の主力機として登場。
XATH-11 エルドスピーネ
マーティアル教団が独自に配備するAT。謎の刺客が惑星サンサでのキリコ襲撃に使用。ワイズマンの操り人形となった3人のネクスタントが乗り込んでヌルゲラントでキリコと戦う。
ATH-QX ベルゼルガプレトリオ
惑星ヌルゲラントのゴモル神殿に配備されていたベルゼルガタイプAT。特殊なセンサー、銃火器、ローラーダッシュ等は装備せず、槍とパイルバンカーを組み合わせた「ジョルトパイク」と呼ばれる武器と手持ちの大型の盾を装備する。変幻自在の隊列行動による集団戦法で戦闘を行う。
B・ATM03-05　グランドファッティー
第5話の幻影の中で登場。本作では唯一出演を果たしたバララントATだが、実体ではなく虚像としてである。

## 用語
ヌルゲラント
N60ガス星雲（「馬の口」星域）に存在する、かつて消滅した惑星クエントの双子星で、クエント同様の砂漠が広がり、唯一人が住むのに適した裂孔地帯も存在する。消滅直前までクエント星にいたクエント人のほとんどはこの星に移送され生き延びている。また、この星に以前から在住する住民もクエント人である。クエント星と同じゴモルの塔や、クエント傭兵募集事務所も存在する。ゴモルの塔や神殿に詣でるクエント系巡礼者も多い。クエント語でなく公用アストラギウス語を用いていることや、クエント星では半ば禁忌扱いだった機械（ベルゼルガ）を神殿でも使用しているなどの相違も見られる。ギルガメスとバララントの境界空域に存在するが、現在は取るに足らぬ惑星として戦場となることを免れている。
地底樹
ゴモルの塔の地下深くに在る、機械でできた巨塔。ATをも支え得る頑丈な建造物であり、地上から落とされた「神の子」候補の選別と育成を司る。
ドヨ
ゴモルの塔の地下深くに群棲する芋虫のような存在。「神の子」と思われた赤子を繭に包み育成する一方、邪魔者はATであっても排除可能な、生物とも機械ともつかない「モノ」。
ワイズマン
声 - 柴田秀勝
かつてアストラギウス銀河に君臨し、キリコの手で葬り去られたと思われた「神」。クエント星の爆発から多くの民とともにヌルゲラントに転移し、自らの意思で甦った。選ばれた「神の子」を胎内に抱え、その養育者を求める。
マーティアル
聖地アレギウムに存在する宗教結社。ワイズマンとともに（別個に）黒幕としてアストラギウス銀河の戦争を操っていたが、アレギュウムの赫い霍乱によってその権威は失墜した。
ゴモルの塔の神殿の祭司も、マーティアルの法王モンテウェルズに対し部下のような態度で接しており、マーティアルの下部組織のように描写されている。

## スタッフ
- 企画 - 内田健二、川城和実
- 原作 - 矢立肇、高橋良輔
- シリーズ構成・脚本 - 五武冬史
- キャラクターデザイン - 塩山紀生
- メカニカルデザイン - 大河原邦男
- 美術監督 - 野村正信
- 色彩設定 - 久力志保
- 音響監督 - 浦上靖夫
- 音楽 - 乾裕樹[注 1]、前嶋康明
- 総作画監督・チーフディレクター - 竹内一義
- デザインワークス - 森木靖泰
- アニメーション制作協力 - アンサースタジオ
- 監督 - 高橋良輔
- 製作 - サンライズ

## 主題歌
オープニングテーマ「炎のさだめ」
エンディングテーマ「いつもあなたが」
作詞 - 高橋良輔 / 作曲 - 乾裕樹 / 歌 - TETSU

## 各話リスト
| 巻数 | サブタイトル   | 絵コンテ | 演出            | 作画監督        | 発売日                                       |
| ---- | -------------- | -------- | --------------- | --------------- | -------------------------------------------- |
| 1    | ウド           | 青山弘   | 青山弘          | 大下久馬        | DVD/BD - 2010年3月26日 UMD - 2010年5月28日   |
| 2    | クメン         | 滝沢敏文 | 前園文夫        | 高口弘          | DVD/BD - 2010年4月23日 UMD - 2010年5月28日   |
| 3    | サンサ         | 青山弘   | 八田洋介 青山弘 | 高瀬言 青井清年 | DVD/BD - 2010年6月25日 UMD - 2010年8月27日   |
| 4    | ヌルゲラント   | 加瀬充子 | 前園文夫        | 渋谷一彦        | DVD/BD - 2010年7月23日 UMD - 2010年8月27日   |
| 5    | コクーン       | 前園文夫 | 嶌田惣一        | 北崎正浩        | DVD/BD - 2010年9月24日 UMD - 2010年11月26日  |
| 6    | インファンティ | 前園文夫 | 前園文夫        | 渋谷一彦        | DVD/BD - 2010年10月27日 UMD - 2010年11月26日 |

- Blu-ray仕様 - ドルビーTrueHD（5.1ch）・リニアPCM（ステレオ） / AVC / BD25G / 16:9<1080p High-Definition>
- DVD仕様 - ドルビーデジタル（5.1ch・ステレオ） / MPEG2 / 16:9（スクイーズ）/ ビスタサイズ
- UMD仕様 - ATRAC3plus（ステレオ） / MPEG4 AVC / 16:9 / ビスタサイズ